# 7494 Xiwanggongcheng
7494 Xiwanggongcheng (1995 UV48) là một tiểu hành tinh vành đai chính được phát hiện ngày 28 tháng 10 năm 1995 bởi Chương trình tiểu hành tinh Bắc Kinh Schmidt CCD ở Xinglong.